# Zimasa
Zimasa és un complex d'enzims que catalitza la glicòlisi i la fermentació del sucre a etanol i diòxid de carboni. Es presenta de manera natural en els llevats. L'activitat de la zimasa varia entre les soques de llevats.
Zymase (nom en anglès de la zimasa) és també el nom comercial de la droga pancrelipasa.
La zimasa va ser aïllada primer el 1897 pel químic i Premi Nobel Eduard Buchner en un experiment de laboratori en les cèl·lules dels llevats morts demostrant així que no es necessitaven les cèl·lules vives per la fermentació.
El químic Sir Arthur Harden va dividir, el 1905, la zimasa en dues varietats (dialitzable i no dialitzable).